# Jules Detouche
Pour les articles homonymes, voir Detouche.
Jules Detouche, né le 12 avril 1908 à Malvillers et mort le 4 juin 1978 à Ngaoundéré au Cameroun, est un militaire français, compagnon de la Libération. Sous-officier expérimenté des troupes coloniales, il choisit en 1940 de s'engager dans les forces françaises libres. Membre de la 2e division blindée du général Leclerc, il participe aux combats en Afrique du Nord puis à la libération de la France et à l'invasion de l'Allemagne.

## Biographie

### Jeunesse et engagement
Jules Detouche naît le 12 avril 1908 à Malvillers, en Haute-Saône, dans une famille d'agriculteurs. Il commence son service militaire dans les troupes coloniales en 1926 et décide de s'engager l'année suivante. Affecté au Tonkin, il y passe dix ans.

### Seconde Guerre mondiale
Sergent-chef en 1939, il est muté en Afrique-Équatoriale française à la veille de la Seconde Guerre mondiale. Il est chef de peloton dans une compagnie d'automitrailleuses au Tchad lorsqu'est signé l'armistice du 22 juin 1940. Jules Detouche décide alors de s'engager dans les forces françaises libres, entraînant avec lui les hommes de sa section. Il participe activement au ralliement du Tchad à la France libre ce qui lui vaut de faire partie des premiers médaillés de la Résistance. Affecté au Régiment de tirailleurs sénégalais du Tchad (RTST) et toujours chef de peloton d'automitrailleuse, il participe à la bataille de Koufra en 1941, à la guerre du désert en 1942 et 1943 et à la campagne de Tunisie en 1943.
En juillet 1943, alors que le RTST est devenu le Régiment de marche du Tchad (RMT), Jules Detouche devient chef d'une section de mortier. Faisant partie de la 2e division blindée (2e DB) du général Leclerc, le RMT est basé au Maroc puis en Angleterre où il se prépare à débarquer en France. Jules Detouche arrive en août 1944 sur Utah Beach et participe avec la 2e DB à tous les combats de Libération de la France. Après la bataille de Normandie, il prend part à la libération de Paris puis poursuit la progression de la division vers l'est. Lors de la bataille d'Alsace, à l'hiver 1944, il se distingue en septembre à Manonviller où il parvient à faire évoluer ses automitrailleuses sous un déluge de feu ennemi. Le mois suivant, il participe à la libération de Strasbourg. Jules Detouche poursuit ensuite son avancée avec la 2e DB jusqu'à Berchtesgaden où il termine la guerre au grade d'adjudant-chef.

### Après-guerre
Promu sous-lieutenant à la fin de l'année 1945, il part en 1946 pour le Sénégal où il sert au 7e régiment de tirailleurs sénégalais. Il est promu lieutenant en 1947 puis part pour le Cameroun en 1950. Il prend sa retraite militaire en 1954, un an après avoir reçu ses galons de capitaine. S'installant définitivement au Cameroun, il est chef d'un service automobile à Yaoundé. Jules Detouche meurt le 4 juin 1978 à Ngaoundéré.

## Décorations
|  |  |  |  |  |  |
|  |  |  |  |  |  |
|  |  |  |  |  |  |

| Officier de la Légion d'honneur                 | Officier de la Légion d'honneur | Compagnon de la Libération                       | Compagnon de la Libération                       | Médaille militaire                              | Médaille militaire                              |
| Croix de guerre 1939-1945                       | Croix de guerre 1939-1945       | Médaille de la Résistance française Avec rosette | Médaille de la Résistance française Avec rosette | Croix du combattant volontaire de la Résistance | Croix du combattant volontaire de la Résistance |
| Commandeur de l'Ordre de l'Étoile noire (Bénin) |                                 |                                                  |                                                  |                                                 |                                                 |